# We Own It (Fast & Furious)
Singles de 2 Chainz
Rich As Fuck
(2013) HeadBand
(2013)
Singles par Wiz Khalifa
Beat It
(2013) 23
(2013)
We Own It (Fast & Furious) est une chanson des rappeurs américains 2 Chainz et Wiz Khalifa extraite de la bande originale du film Fast and Furious 6. Le single sorti le 20 mai 2013 a été réalisé par The Futuristics et a été écrit par Tauheed Epps, Cameron Jibril Thomaz, Alex Schwartz, Joe Khajadourian et Breyan Stanley Isaac. Le single se positionne dans le top 10 de dix classements musicaux à travers le monde.

## Classement hebdomadaire
| Classement (2013)                       | Meilleure position |
| --------------------------------------- | ------------------ |
| Allemagne (Media Control AG)            | 5                  |
| Australie (ARIA)                        | 6                  |
| Autriche (Ö3 Austria Top 40)            | 7                  |
| Belgique (Flandre Ultratop 50 Singles)  | 23                 |
| Belgique (Wallonie Ultratop 50 Singles) | 43                 |
| Canada (Hot 100)                        | 40                 |
| Danemark (Tracklisten)                  | 15                 |
| Écosse (OCC)                            | 7                  |
| Espagne (PROMUSICAE)                    | 31                 |
| États-Unis (Hot 100)                    | 16                 |
| États-Unis (R&B/Hip-Hop Songs)          | 4                  |
| États-Unis (Rap Songs)                  | 3                  |
| France (SNEP)                           | 9                  |
| Irlande (IRMA)                          | 21                 |
| Italie (FIMI)                           | 9                  |
| Nouvelle-Zélande (RMNZ)                 | 6                  |
| Pays-Bas (Single Top 100)               | 48                 |
| Royaume-Uni (UK R&B Chart)              | 2                  |
| Royaume-Uni (UK Singles Chart)          | 6                  |
| Suisse (Schweizer Hitparade)            | 3                  |
| Slovaquie (IFPI Rádio)                  | 50                 |

### Certifications
| Pays      | Organisme | Certification | Vente  |
| --------- | --------- | ------------- | ------ |
| Australie | ARIA      | Platine       | 70 000 |
| Danemark  | IFPI      | Or            | 30 000 |